# Guerre et Paix (série télévisée, 2016)
Pour les articles homonymes, voir Guerre et Paix (homonymie).
Guerre et Paix (War & Peace) est une mini-série britannique en six parties, réalisée par Tom Harper et diffusée du 3 janvier 2016 au 7 février 2016 sur la chaîne BBC One, redécoupée en quatre parties et diffusée aux États-Unis du 18 janvier 2016 au 8 février 2016 simultanément sur Lifetime, A&E et History. En France, la série est diffusée sur France 2 du 25 décembre 2017 au 1er janvier 2018. Elle est diffusée en Belgique et au Canada francophone en juillet 2019. Elle reste cependant inédite dans tous les autres pays francophones.
Il s'agit de l'adaptation en six épisodes du grand roman Guerre et Paix de Léon Tolstoï. L’écriture du scénario a été confiée à Andrew Davies, connu pour son adaptation de Orgueil et Préjugés (Pride and Prejudice). Plus de 150 acteurs et 600 figurants ont participé au tournage qui s’est écoulé sur cinq mois en Russie, en Lettonie et en Lituanie, y compris dans le Palais d’Hiver de Saint-Pétersbourg. Parmi la distribution, on trouve de nombreuses stars Paul Dano (There Will Be Blood, 12 Years a Slave), Lily James (Downton Abbey, Cendrillon) ou encore Gillian Anderson (X-Files : Aux frontières du réel).

## Synopsis
En 1805, alors que la Russie est en guerre avec la France, Pierre Bézoukhov, fils illégitime d'un riche comte, exprime son admiration pour Napoléon auprès de la haute société de Saint Pétersbourg.
Pendant ce temps le prince André Bolkonsky, fatigué de la vie en haute société et prisonnier de son épouse enceinte Lise, décide de s’enrôler dans l'armée pour combattre les Français. Après quelques frasques commises avec Anatole Kouraguine, Pierre qui se rend auprès de son père mourant s'arrête en chemin voir de bons amis, la famille Rostov.
Natacha Rostov encourage la liaison de son frère Nicolas avec leur cousine sans argent Sonya et rêve d'une vie plus palpitante.
La série, par le truchement d'une fresque historique, montre ses personnages principaux, issus de milieux favorisés, qui cherchent à donner un sens à leur vie.

## Distribution

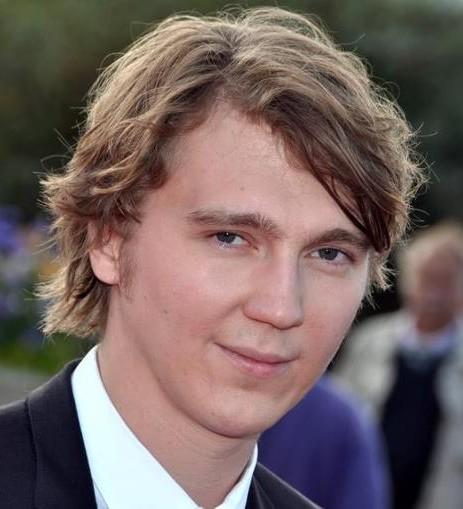
Paul Dano, Deauville 2012.

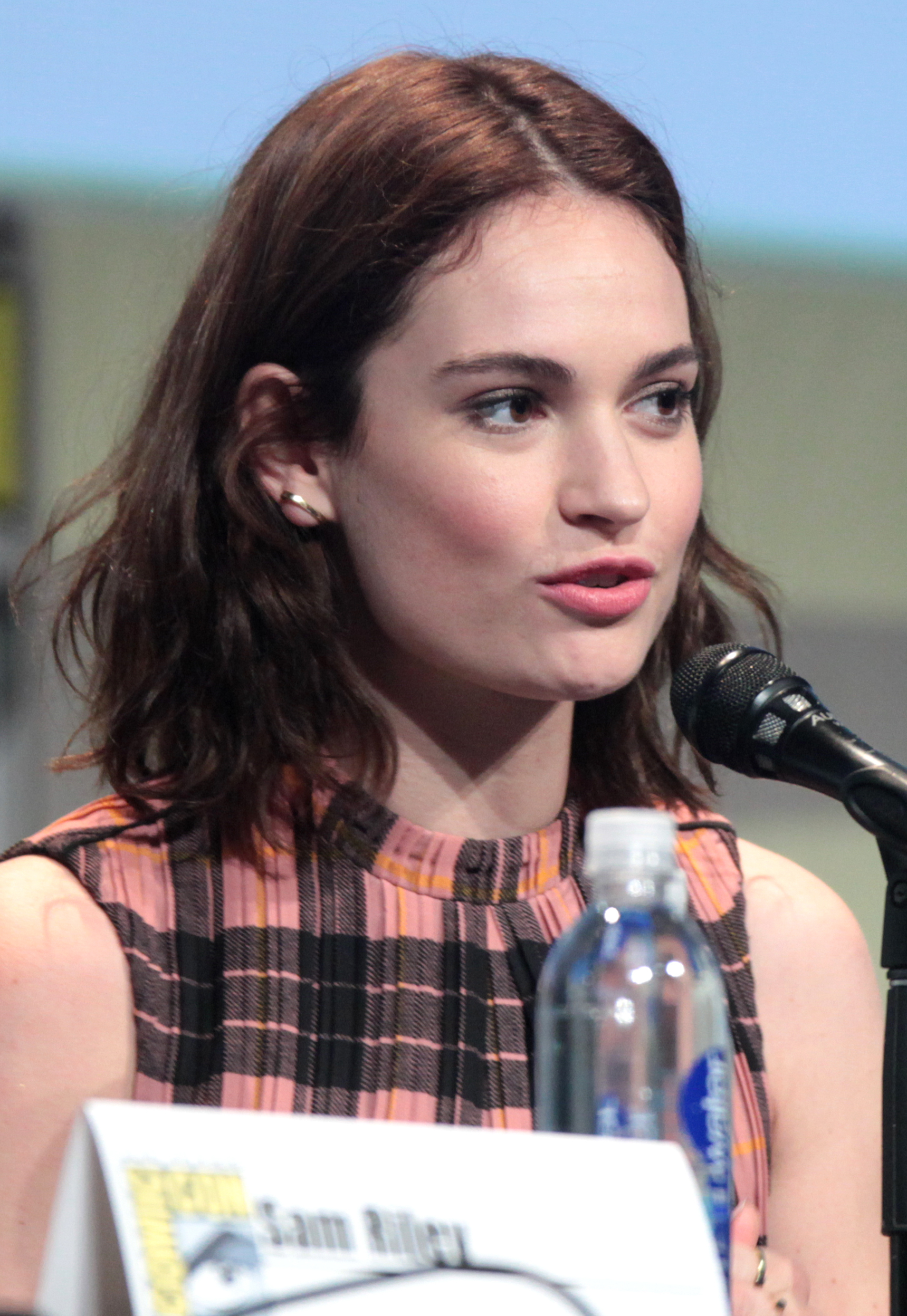
Lily James en 2015.

### Acteurs principaux
- Paul Dano (VF : Julien Bouanich) : Pierre Bézoukhov
- Lily James (VF : Kelly Marot) : Natacha Rostov
- James Norton (VF : Emmanuel Garijo) : Prince André Bolkonsky
- Jessie Buckley (VF : Alexandra Garijo) : Marie Bolkonsky
- Jack Lowden (VF : Benjamin Bollen) : Nicolas Rostov
- Aisling Loftus (VF : Julie Turin) : Sonia Rostov
- Tom Burke (VF : Eric Aubrahn) : Fiodor Ivanovitch Dolokhov
- Tuppence Middleton (VF : Olivia Luccioni) : Hélène Kouraguine
- Callum Turner (VF : Yoann Sover) : Anatole Kouraguine
- Adrian Edmondson (VF : Lionel Tua) : Comte Ilya Rostov
- Rebecca Front : (VF : Denise Metmer) : Anna Mikhaïlovna Droubetskoï
- Greta Scacchi (VF : Emmanuelle Rivière) : Comtesse Natalia Rostov
- Aneurin Barnard (VF : Brice Ournac) : Boris Drubetskoy
- Mathieu Kassovitz (VF : Lui-même) : Napoléon Bonaparte
- Stephen Rea (VF : Patrick Osmond) : Prince Basile Kouraguine
- Brian Cox (VF : Igor De Savitch) : Général Mikhaïl Koutouzov
- Kenneth Cranham : Oncle Mikhaïl
- Gillian Anderson (VF : Laurence Dourlens) : Anna Pavlovna
- Jim Broadbent (VF : Jean-Claude Donda) : Prince Nicolas Bolkonsky

### Acteurs secondaires
- Kate Phillips (VF : Valérie Nosrée) : Lise Bolkonsky
- Olivia Ross (VF : Elle-même) : Mademoiselle Bourienne
- Thomas Arnold (VF : Emmanuel Gradi) : Vassili Denissov
- Adrian Rawlins (VF : Frédéric Popovic) : Platon Karataïev
- Ken Stott (VF : Patrice Dozier) : Joseph Alexéïévitch Bazdéiev
- David Quilter : Tikhon
- Ben Lloyd-Hughes (VF : Stéphane Pouplard) : Tsar Alexandre Ier
- Otto Farrant (VF : Nathanel Alimi) : Pétia Rostov
- Chloe Pirrie : Julie Karaguine
- Rory Keenan : Bilibine
- Terence Beesley : Général Bennigsen
- Pip Torrens : Prince Bagration
- Guillaume Faure : Adjudant de Napoléon
- Ludger Pistor : Général Mack
- Thibault Evrard (VF : Lui-même) : Capitaine Remballe
- Laurent Maurel (VF : Lui-même) : Vicomte français

## Fiche technique
- Scénario : Andrew Davies, d'après le roman Guerre et Paix de Léon Tolstoï
- Réalisation : Tom Harper
- Production : Julia Stannard
  - Production exécutive : Andrew Davies, Bethan Jones, Faith Penhale, Simon Vaughan, Harvey Weinstein, Robert Walak
  - Direction : Bejhan Kalantar
- Direction artistique : Henry Jaworski
- Décorations : Chris Roope
- Son : Chris Ashworth
- Photographie : George Steel
- Régisseur général : Annija Tetere
- Costumes : Edward K. Gibbon
- Maquillage : Jurgita Berziune
- Musique : Martin Phipps

## Épisodes
Épisode 1
- Durée : 60 minutes
- 1re diffusion :  Royaume-Uni : 3 janvier 2016 sur BBC One ;  France : 25 décembre 2017 sur France 2
- Scénario : En 1805, l'armée de Napoléon a envahi l'Autriche poussant la Russie à entrer en guerre. Toute la haute société de Saint Pétersbourg est secouée et hostile à Napoléon, sauf Pierre Bézoukhov, jeune homme impétueux qui admire la politique de l'empereur français. Pierre est réprouvé dans la haute société (il n'est que le fils illégitime d'un des hommes les plus riches de la Russie). Il est l'ami d'André Bolkonsky. Alors que son père est mourant, de lointains membres de sa famille rivalisent pour hériter de la fortune du vieil homme et tentent de détruire le testament en faveur de Pierre[4].

Épisode 2
- Durée : 60 minutes
- 1re diffusion :  Royaume-Uni : 10 janvier 2016 sur BBC One ;  France : 25 décembre 2017 sur France 2
- Scénario : L'armée russe est en sécurité après la bataille d'Hollabrunn tenant les français à distance. André et Nicolas sont pressés de raconter le récit de leurs exploits. Le Tsar, lui-même, confiant, vient jusqu'en Autriche pour commander ses troupes. Cependant le Général Koutouzov est certain que Napoléon prépare un piège. 
Pierre épouse Hélène mais s'aperçoit rapidement qu'elle n'est pas une épouse aimante et apprenant qu'un de ses amis Dolokhov est son amant, il le provoque en duel.
Le prince Vassily Kuragin se rend au domaine à la campagne du Prince Bolkonsky présenter son fils Anatole à la sœur d'André, Marie[5].

Épisode 3
- Durée : 60 minutes
- 1re diffusion :  Royaume-Uni : 17 janvier 2016 sur BBC One ;  France : 25 décembre 2017 sur France 2
- Scénario : Pierre se bat en duel avec Dolokhov et, contre toute attente, c'est ce dernier qui est blessé. À la suite d'une rencontre avec un franc-maçon, il devient membre d'une obédience espérant trouver un sens à sa vie.
Hélène profite d'un séjour de Pierre à Moscou pour fréquenter la société de Saint-Pétersbourg et entamer de nouvelles relations sentimentales.
André qui a perdu sa femme en couche est déprimé et a des remords de l'avoir délaissée. Sur le conseil de son père, il construit une maison dans le pays où il s'enferme jusqu'à ce qu'une rencontre inattendue lui offre une deuxième chance dans la vie[6].

Épisode 4
- Durée : 60 minutes
- 1re diffusion :  Royaume-Uni : 24 janvier 2016 sur BBC One ;  France : 1er janvier 2018 sur France 2
- Scénario : André est amoureux de Natacha, mais son père pense qu'il peut prétendre à un meilleur parti. Il accepte cependant cette union à condition qu'il parte pendant un an à l'étranger. Natacha est ravie quand André lui propose de l'épouser, néanmoins elle est ébranlée par sa décision de retarder le mariage. Elle se distrait en passant du temps à la campagne sur le domaine des Rostov. Cependant, à la suite d'une rencontre avec Anatole, frère d'Hélène, lors d'une soirée à l'opéra elle rompt son engagement avec André[7].

Épisode 5
- Durée : 60 minutes
- 1re diffusion :  Royaume-Uni : 31 janvier 2016 sur BBC One ;  France : 1er janvier 2018 sur France 2
- Scénario : Pierre révèle à Natacha qu'Anatole est déjà marié. Rentré à Moscou, André ne pardonne pas à Natacha, Napoléon passe la frontière et marche vers Moscou. Il approche du domaine de campagne du Prince Bolkonsky qui refuse de fuir et meurt en partant combattre. La famille part à Moscou[8].

Épisode 6
- Durée : 80 minutes
- 1re diffusion :  Royaume-Uni : 7 février 2016 sur BBC One ;  France : 1er janvier 2018 sur France 2
- Scénario : Le chaos s'installe dans les rues de Moscou avec l'arrivée de Napoléon. Les habitants valides quittent la ville. André qui était reparti combattre est grièvement blessé. Il est recueilli, par hasard, par la famille Rostov et soigné par Natacha[9]. Pierre qui est parti voir le front revient dans Moscou occupé par les Français. Il est fait prisonnier et emmené par l'armée française en débâcle.

## Accueil
Diffusée à partir du 3 janvier par la chaîne publique britannique, cette série télévisée en six épisodes a été acclamée en Grande-Bretagne, où plus de six millions de téléspectateurs ont regardé le premier épisode. Ainsi Le Monde rapporte que « la critique britannique applaudit à tout rompre » la série. En effet, pour le Guardian « c’est le plus somptueux, rêveur et romantique des films en costumes. Voilà exactement ce qu’il faut faire. (…) Arrêtez immédiatement les autres films en costumes parce que rien ne sera aussi bien. La télévision du dimanche soir est sauvée. » Il s’agit « de ce que la télévision du dimanche soir fait de mieux . » Le Daily Mail, pour sa part, affirme que « c’est tellement somptueux que même Napoléon serait impressionné. »
Néanmoins, certaines libertés prises avec le roman choquent certains commentateurs, notamment l'insinuation d'inceste entre Hélène et Anatole (une scène est explicite). « Il n’y a aucune justification dans le texte. Ça n’existe tout simplement pas  », affirme dans le Daily Telegraph Andrew Kaufman, auteur d'ouvrages sur Tolstoi. Certaines scènes de nudité font également polémique comme le rapporte Morandini, le quotidien 20 minutes nous informe également que pour le site Web russe Fontanka, l’adaptation de la BBC n’est rien d’autre qu’un « classique littéraire avec des décolletés »
Certaines réticences évoquent aussi que l’œuvre de Tolstoï est dépeinte dans un style peut-être trop à l'anglaise, dans l'ombre de Downton Abbey (dont on retrouve l'actrice Lily James). Le Figaro rapporte ainsi que le magazine culturel russe Afisha regrette que « le romantisme de Tolstoï a été transformé en un roman de Jane Austen », même s'il dépeint la série comme « fraîche, grandiloquente, belle et intelligente, mais à l'anglaise » destinée à un public n'ayant pas lu le roman et n'ayant pas l'intention de le faire.